# Zoran Gopčević
Zoran Gopčević (* 29. Januar 1955 in Kotor Varoš; † 30. September 2000) war ein jugoslawischer Wasserballspieler. Er gewann mit der jugoslawischen Nationalmannschaft eine olympische Silbermedaille und war je einmal Weltmeisterschaftsdritter und Europameisterschaftszweiter.

## Karriere
Der im heutigen Bosnien geborene Zoran Gopčević spielte in Kotor im heutigen Montenegro bei VK Primorac.
Gopčevićs erstes internationales Turnier war die Europameisterschaft 1977 in Jönköping, als die jugoslawische Mannschaft Zweite hinter den Ungarn wurde. 1978 bei der Weltmeisterschaft in West-Berlin wurden die Jugoslawen Dritter hinter den Italienern und den Ungarn, aber vor der sowjetischen Mannschaft. In ihrem ersten Vorrundenspiel gegen Ungarn verloren die Jugoslawen 2:3, Gopčević erzielte beide jugoslawischen Tore. 1979 gewannen die Jugoslawen den Titel bei den Mittelmeerspielen in Split. 1980 bei den Olympischen Spielen in Moskau siegte die sowjetische Mannschaft vor den Jugoslawen und den Ungarn. Gopčević warf insgesamt 14 Tore. Bei der Europameisterschaft 1981 belegten die Jugoslawen mit drei Siegen in sieben Spielen den vierten Platz. Zwei Jahre später bei der Europameisterschaft 1983 wurde Zoran Gopčević mit der jugoslawischen Mannschaft noch einmal Vierter.